# Drzewo genealogiczne Druckich
```
Dymitr Starszy †
1399
 r., książę 
briański
, 
trubecki
, 
drucki
, władca 
Perejesławia Riazańskiego

 ~ Anna(?) księżniczka prońska(?)
 ├─>Gleb †po 
1393
 r., książę briański i drucki
 │ ~ N księżniczka smoleńska(?)
 ├─>Iwan Kindir †
1399
 r., książę drucki
 │ ~ NN
 │ ├─>Gleb †
XV w.

 │ └─>Aleksander †
XV w.

 ├─>Michał †
XV w.
, książę trubecki ─> 
Trubeccy

 ├─>Siemion †po 
1422
 r., książę drucki ─> Druccy:
 │ ~ NN
 │ ├─>Iwan Baba †
XV w.
 ─> 
Druccy-Sokolińscy
, 
Druccy-Konopla
, 
Druccy-Oziereccy
, 
Druccy-Pryhabscy
, 
Druccy-Babiczewy

 │ ├─>Iwan Putiata †
XV w.
 ─> 
Druccy-Horscy
, 
Druccy-Putiatycze
, 
Druccy-Tołoczyńscy

 │ ├─>Michał Łoban †
1435
 r. 
 │ ├─>Wasyl Krasny †
XV w.
 ─> 
Druccy-Krasny

 │ ├─>Dymitr Siekira †
XV w.

 │ └─>Hrihory †
XV w.
 ─> 
Druccy-Lubeccy

 ├─>Aleksandra Drucka
 │  ~ 
Andrzej kniaź Holszański

 └─>N Drucka
    ~ Iwan kniaź Giedrojć
```